# ロナウド・ダ・コスタ
ロナウド・ダ・コスタ（Ronaldo da Costa、1970年6月7日 - ）は、ブラジルの陸上競技選手である。ダ・コスタは、1998年のベルリンマラソンで2時間6分5秒の世界最高記録を樹立した。（1999年にモロッコのハーリド・ハヌーシが更新。）

## 経歴・人物
ダ・コスタの初マラソンは1997年のベルリンマラソンを2時間9分7秒で走った後、2回目のマラソンである1999年のベルリンマラソンで世界最高記録を樹立した。この記録は、1988年にエチオピアのベライン・デンシモが樹立した2時間6分50秒の記録を約10年ぶりに破るものであり、人類史上初めて平均時速20km/h以上でマラソンを走る歴史的快挙であった。このときの記録は、前半のハーフは1時間4分42秒だったが、後半のハーフをビルドアップして1時間1分23秒でカバーする、マラソンでは極めて珍しい超後半型のレースであった。
ダ・コスタの5000mのベストは13分37秒、10000mは28分07秒である。

## ダ・コスタのマラソン世界最高記録
- 2時間06分05秒：1998年9月20日 ベルリンマラソン

|            | 5km   | 10km  | 15km  | 20km    | ハーフ  | 25km    | 30km    | 35km    | 40km    | ゴール  |
| ---------- | ----- | ----- | ----- | ------- | ------- | ------- | ------- | ------- | ------- | ------- |
| タイム     | 15:21 | 30:38 | 46:03 | 1:01:17 | 1:04:42 | 1:15:58 | 1:30:34 | 1:45:15 | 1:59:55 | 2:06:05 |
| スプリット | 15:21 | 15:17 | 15:25 | 15:14   |         | 14:41   | 14:36   | 14:41   | 14:40   | 6:10    |